# ジークフリート・ミュラー

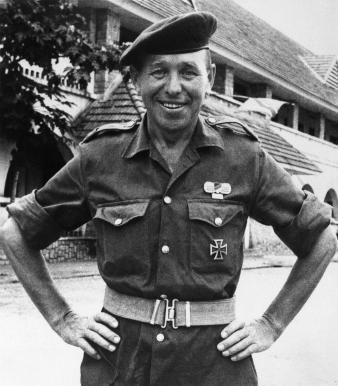
コンゴ動乱時のミュラー

ジークフリート・フリードリヒ・ハインリヒ・ミュラー（Siegfried Friedrich Heinrich Müller, 1920年10月26日 - 1983年4月17日）は、ドイツ出身の傭兵。通称コンゴ・ミュラー（"Kongo" Müller）。第二次世界大戦中にはドイツ国防軍の上級士官候補生(Oberfähnrich)だった。1960年代、いわゆるコンゴ動乱の折、アイルランド出身の傭兵マイク・ホアー少佐の元で戦った。

## 経歴

### ドイツ
1920年、ドイツ国プロイセン州ブランデンブルク管区クロッセン・アン・デア・オーデル（現在のポーランド・ルブシュ県クロスノ・オドジャンスキエ）に生まれる。1931年には鉄兜団の青少年組織シャルンホルスト同盟（Scharnhorstbund, 1933年にはヒトラーユーゲントと統合）に入隊し、1934年からアビトゥーア試験に合格する1938年までの間は旗手長(Fähnleinführer)を務めた。1938年夏、国家労働奉仕団(RAD)に志願入隊。RAD2/101支部第123建設大隊(RAD Abteilung 2/101, Bau-Bataillon 123)に配属される。1939年10月、陸軍に入隊し、以後1945年の敗戦までポーランド戦線、フランス戦線、ロシア戦線などを転戦した。当初は砲兵科所属だったが、後に歩兵科を経て戦車猟兵（対戦車兵）科に移った。
ドイツ軍人としての階級歴は以下のとおりである。
- 1940年：伍長勤務上等兵(Gefreiter)
- 1943年：上級伍長勤務上等兵(Obergefreiter)
- 1943年：伍長(Unteroffizier)
- 1944年：士官候補生(Fahnenjunker)
- 1945年：上級士官候補生(Oberfähnrich)

1945年4月20日に中尉(Oberleutnant)に昇進したとする文献もあるが、これは誤りである。彼の軍隊手帳(Wehrpass)や俸給手帳(Soldbuch)、敗戦後に作成された捕虜記録などはいずれも彼の階級について上級士官候補生と記している。
また、ドイツ軍人として次のような勲章等を受章した。
- 1940年：ドイツ防壁名誉章
- 1942年：一般突撃章
- 1942年：東部戦線従軍記章
- 1943年：二級鉄十字章
- 1945年：一級鉄十字章
- 1945年：戦傷章銀章

1945年、戦闘中に背骨を損傷したミュラーはアメリカ軍の捕虜となり、ヘッセン州ランゲンの野戦病院に収監された。敗戦後の1947年にようやく解放される。1948年から1956年まではアメリカ陸軍付軍属として、ラントシュトゥール地域医療センター(LRMC)やライン＝マイン空軍基地など、様々な施設で働いた。
その後、ブランク機関における対戦車兵器の選定に参加した。フランクフルトでは、軍需産業協会（Gesellschaft für Wehrkunde）の委員にも就任しており、再軍備に向けての各種決定に関与した。自由軍事政策委員会（Gesellschaft für freiheitliche Militärpolitik）なる組織の委員名簿にもミュラーは名を連ねた。

### アフリカ
ミュラーは西ドイツの再軍備に深く関与したものの、新設されたドイツ連邦軍への参加は拒否された。その後、英国石油が北アフリカ・サハラ砂漠に保有した石油プラントでの職を得た。そのプラントは、かつてドイツアフリカ軍団が築いた鉱山を再開発したものであった。1962年、ミュラーは南アフリカに移住した。
1964年から1965年に掛けて、ミュラーはコンゴ民主共和国のモイーズ・チョンベ首相の元で軍事顧問を務めた。ここで彼は「マッド・マイク」ことマイク・ホアー少佐率いる白人傭兵団に参加し、1965年には反政府組織シンバをコンゴ東部にて壊滅させた。ホアーの元でミュラーは着々と戦果を重ね、ウォッチチェーン作戦(Operation Watch Chain)の後に中尉、チュアパ作戦(Operation Tshuapa)の後には大尉に昇進し、第52コマンド部隊(Kommando 52)を率いた。彼を追った東ドイツのドキュメンタリー映画『Der lachende Mann』によれば、この部隊は150名の黒人および白人で構成されており、内40名は元降下猟兵だったという。兵士らは親しみを込めて、ミュラーを「Les Affreux」（フランス語で「卑劣漢」の意味）と呼んだという。彼の部隊は多くの軍事的な功績を上げたものの、一方では多数の懲戒事件を起こしていた為、ミュラーはなかなか昇進が叶わなかった。1965年5月まではカミナの軍事基地で基地司令を務め、その最中にようやく少佐への昇進が認められた。なお、チュアパ作戦の最中には西ドイツの大衆誌『シュテルン』の記者エルンスト・ペトリ(Ernst Petry)及びゲルト・ハイデマンによる取材を受けた。この取材テープは『シュテルン』の特集で使われた後、東ドイツの映画監督ヴァルター・ハイノウスキーに売却された。ハイノウスキーはこのテープを元に第52コマンド部隊に関するドキュメンタリー映画『Der lachende Mann』を作り上げた。『Der lachende Mann』は1965年11月15日にライプチヒの国際ドキュメンタリーおよびアニメーション映画祭(DOK Leipzig)にて上映された。
コンゴで傭兵として活動している間も、ミュラーはナチス・ドイツ時代に受章した一級鉄十字章を軍服から外すことは無かった。『タイム』誌や『デア・シュピーゲル』誌でも、鉄十字章を佩用した彼の写真が掲載された。
コンゴでの任務を終えたミュラーは南アフリカに戻り、警備員として働いた。1983年、胃がんにより死去。

## 『Der lachende Mann』
1966年に東ドイツで公開された映画『Der lachende Mann - Bekenntnisse eines Mörders』（笑う男 - 殺人者の告白）は、ミュラーを追ったドキュメンタリーである。東ドイツの作家ゲアハルト・ショイマンと映画監督ヴァルター・ハイノウスキーによって作られた映画で、西ドイツではこの映画の映画に記録されたミュラーの発言が後に波紋を呼んだ。ミュラーの言葉はプロパガンダ映画を禁じるドイツ連邦法に違反していると見なされ、西ドイツ国内での上映は差し止められたのである。

## 大衆文化への影響
- 映画『戦争プロフェッショナル』原題（Dark of the Sun）に登場するヘンライン大尉は、ミュラーをモデルとしている。
- 映画『ノンストップ・トラブル　相続大混乱（ドイツ語版）』（原題：Didi und die Rache der Enterbten）の登場人物、コンゴ・オットー(Kongo-Otto)もミュラーがモデルである。コンゴ・オットーは元連邦軍軍曹で、作中の主要な悪役の1人である。
- 映画『ワイルド・ギース』にもミュラーによく似たキャラクターが登場する。『ワイルド・ギース』には、かつてのミュラーの上官マイク・ホアーがアドバイザーとして参加しており、登場人物のモデルの1人となっていた。

## 映画
- 1965年：『Kommando 52.』- 東独, ドキュメンタリー映画,
- 1966年：『Der lachende Mann.』- 東独, ドキュメンタリー映画,
- 1966年：『Africa Addio.』- 東独, ドキュメンタリー映画,
- 1967年：『PS zum lachenden Mann.』- 東独, ドキュメンタリー映画,
- 1967年：『Der Fall Bernd K..』- 東独, ドキュメンタリー映画,
- 1976年：『Immer wenn der Steiner kam.』- 東独, ドキュメンタリー映画, 政治的理由から公開が差し止められた,
- 2010年：『Kongo Müller. Eine deutsch-deutsche Geschichte.[3]』- ドイツ, ドキュメンタリー, 第2ドイツテレビ(ZDF)制作